# Планас, Франсиско
Франсиско Планас Гарсиа (исп. Francisco Planas Garcia, 6 апреля 1908 — после 1965) — кубинский шахматист, мастер.
Двукратный чемпион Кубы (1927 и 1929 гг.).
В составе сборной Кубы участник двух шахматных олимпиад (1939 и 1952 гг.).
В 1941 г. провел рекордный сеанс из 103 консультационных партий (в каждой партии ему противостояла команда из 6 человек). Результат: +64-13=26. Сеанс продолжался 16 часов. За время сеанса Планас преодолел расстояние более 15 миль.

## Спортивные результаты
| Год  | Город        | Соревнование                            | + | −  | = | Результат | Место |
| ---- | ------------ | --------------------------------------- | - | -- | - | --------- | ----- |
| 1927 | Гавана       | Чемпионат Кубы                          |   |    |   |           | 1     |
| 1929 | Гавана       | Чемпионат Кубы                          |   |    |   |           | 1     |
| 1939 | Буэнос-Айрес | VIII Олимпиада (сборная Кубы, запасной) | 8 | 7  | 3 | 9½ из 18  |       |
| 1952 | Гавана       | Международный турнир                    | 3 | 13 | 4 | 5 из 20   | 19    |
|      | Хельсинки    | X Олимпиада (сборная Кубы, 2-я доска)   | 0 | 7  | 4 | 2 из 11   |       |
| 1965 | Гавана       | Чемпионат Кубы                          |   |    |   |           | [ 3 ] |